# Helminthosphaeria
Helminthosphaeria — рід грибів родини Helminthosphaeriaceae. Назва вперше опублікована 1870 року.